# Anthoxanthum aristatum
Anthoxanthum aristatum es una especie de planta herbácea perteneciente a la familia de las poáceas. 

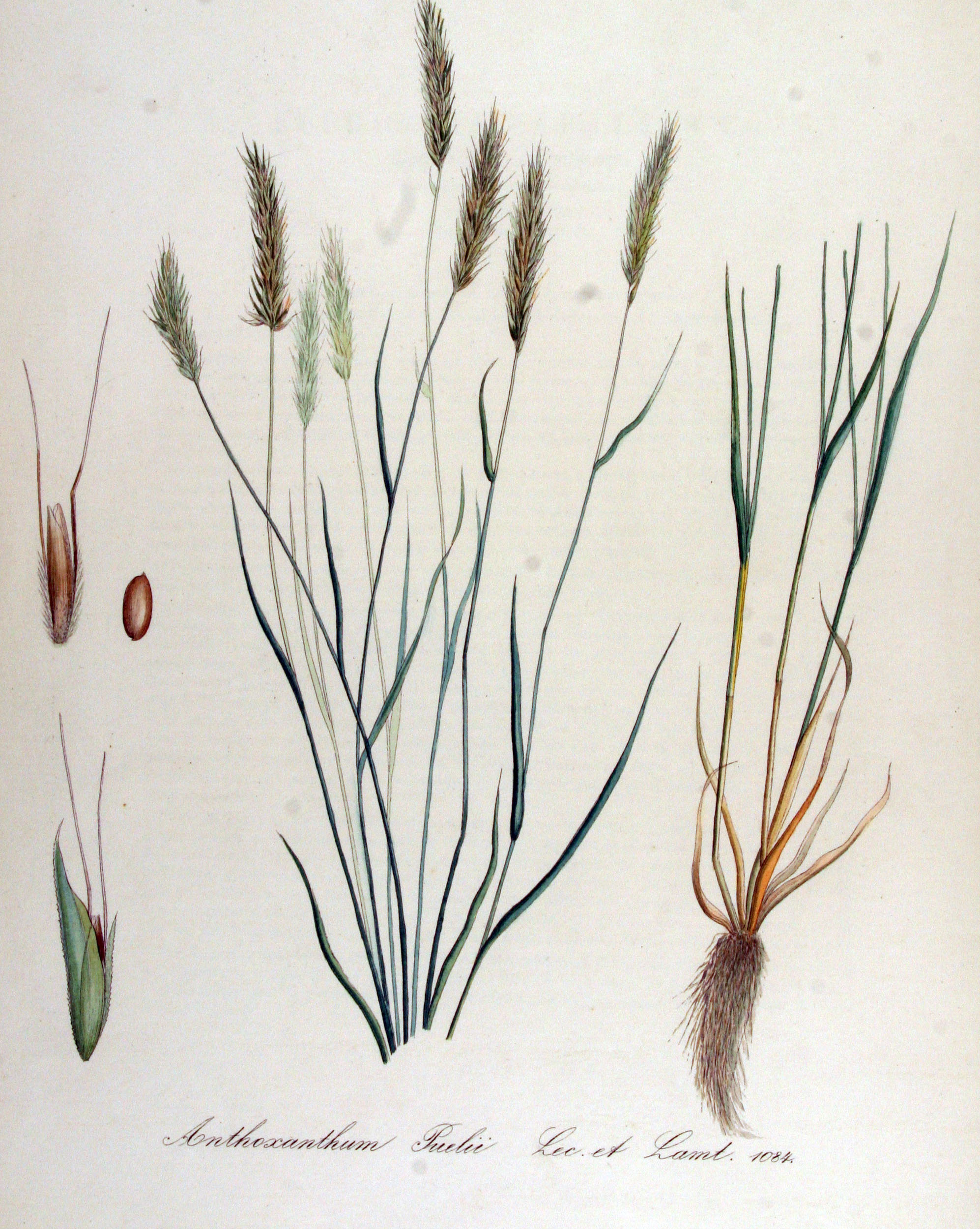
Ilustración

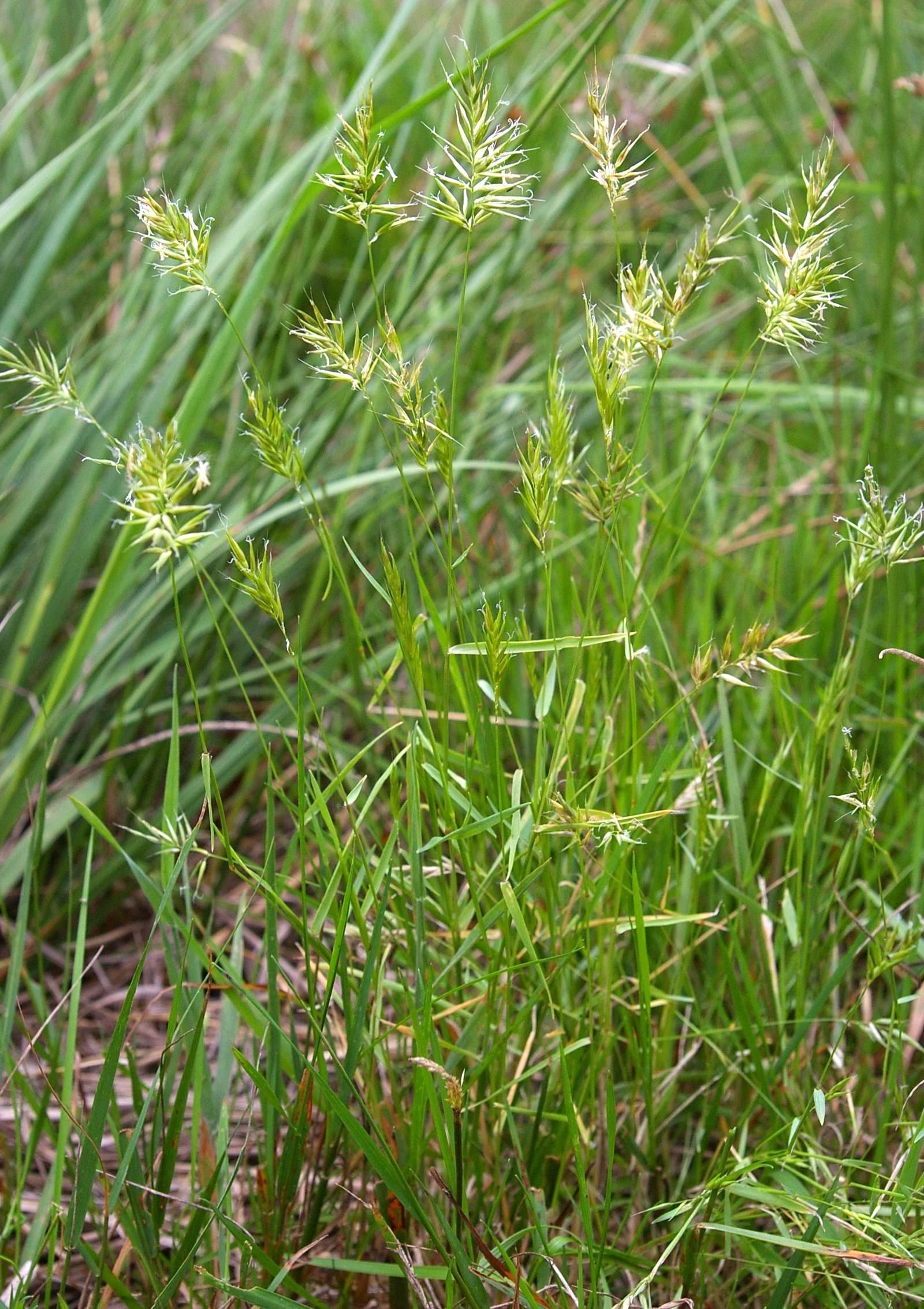
Vista de la planta

## Descripción
Se trata de una planta anual que se diferencia dentro del género por sus inflorescencias en forma de panícula ovada y densa o algo laxa, de 1-5,5 cm de longitud, con espiguillas lanceoladas de 5,5-8 mm. La gluma superior mide 5,5-8 mm y la inferior 2,7-4 mm. Las lemas estériles miden 2,2-4 mm y están aristadas; la inferior, con arista de 3-5 mm y la superior, con arista de 6-10 mm, marcadamente exerta.

## Distribución
Anthoxanthum aristatum

## Taxonomía
Anthoxanthum aristatum fue descrita por Pierre Edmond Boissier y publicado en Voyage botanique dans le midi de l'Espagne 2: 638. 1842.
- Anthoxanthum aristatum descrito por Boreau en Fl. Centre France ed. 2 576. en 1849 hace referencia a Anthoxanthum ovatum de Lag.[4]

Etimología
Anthoxanthum: nombre genérico que deriva del griego: anthos = (flor) y xanthos = (amarillo), refiriéndose al color de la panícula después de la floración.
aristatum: epíteto latino que alude a las aristas de las lemas estériles.
Sinonimia
NOTA: Los nombres que presentan enlaces son sinónimos en otras especies: 
- Anthoxanthum puelii Lecoq & Lamotte[6]
- Anthoxanthum aetnense Lojac.
- Anthoxanthum angustifolium Plan. Gir.
- Anthoxanthum carrenianum Parl.
- Anthoxanthum crinitum Gaterau
- Anthoxanthum laxiflorum Bubani
- Anthoxanthum laxiflorum var. carrenianum (Parl.) Font Quer
- Anthoxanthum lloydii Jord. ex Boreau
- Anthoxanthum myrthense Lojac.
- Anthoxanthum nipponicum var. aristatum (Boiss.) Y.N.Lee
- Anthoxanthum odoratum var. aristatum (Boiss.) Coss. & Durieu
- Anthoxanthum odoratum subsp. godronii K.Richt.
- Anthoxanthum odoratum var. laxiflorum Chaub.
- Anthoxanthum odoratum var. majus Foucaud
- Anthoxanthum odoratum var. nanum
- Anthoxanthum odoratum var. puelii (Lecoq & Lamotte) Coss. & Durieu
- Anthoxanthum odoratum var. welwitschii Ricci
- Anthoxanthum ovatum subsp. aristatum (Boiss.) Litard.
- Anthoxanthum ovatum var. aristatum (Boiss.) Pérez Lara
- Anthoxanthum puelii Lecoq & Lamotte[7][8]
- Anthoxanthum puelii var. aristatum (Boiss.) Willk.
- Anthoxanthum puelii var. lloydii (Jord. ex Boreau) Marais & Menier[3]
- Anthoxanthum puelii var. minimum Mabille
- Anthoxanthum puelii var. nanum Douin

## Nombres comunes
Se conoce como "greña menuda". 